# Apion rubiginosum
Apion rubiginosum é uma espécie de insetos coleópteros polífagos pertencente à família Apionidae.
A autoridade científica da espécie é Grill, tendo sido descrita no ano de 1893.
Trata-se de uma espécie presente no território português.